# Christian Due-Boje
Pour les articles homonymes, voir Due.
Christian Due-Boje (né le 12 octobre 1966 à Stockholm) est un joueur suédois de hockey sur glace. Lors des Jeux olympiques d'hiver de 1994, il remporte la médaille d'or.

## Palmarès
- Médaille d'or aux Jeux olympiques de Lillehammer en 1994